# Pánská jízda (film, 1997)
Pánská jízda (v originále Love! Valour! Compassion!) je americký hraný film z roku 1997, který režíroval Joe Mantello podle stejnojmenné divadelní hry z roku 1994. Snímek měl světovou premiéru na Sundance Film Festivalu 25. ledna 1997.

## Děj
Osm homosexuálních přátel přijíždí strávit volno do venkovského domu u jezera v Dutchess County. Dům patří Gregorymu, úspěšnému broadwayskému choreografovi, který se blíží do středních let, a jeho mladšímu milenci Bobbymu, právnímu asistentovi, který je nevidomý. Každý z hostů v jejich domě je tak či onak spojen s Gregoryho prací. Arthur a jeho dlouholetý partner Perry jsou obchodní konzultanti. John Jeckyll je zahořklý a promiskuitní Angličan a hudebník. Buzz Hauser je kostýmní výtvarník a zarytý milovník muzikálů. K nim se přidává ještě Johnův dočasný milenec Ramon, který je tanečník a Johnovo dvojče James, který dorazil z Anglie. Během pobytu vzájemně řeší otázky nevěry, flirtování, AIDS a smrti.

## Obsazení
| Stephen Bogardus     | Gregory Mitchell             |
| Justin Kirk          | Bobby Brahms                 |
| Jason Alexander      | Buzz Hauser                  |
| Stephen Spinella     | Perry Sellars                |
| John Benjamin Hickey | Arthur Pape                  |
| Randy Becker         | Ramon Fornos                 |
| John Glover          | John Jeckyll / James Jeckyll |